# Rio do Pavão
O rio do Pavão é um curso de água do estado de Minas Gerais, Região Sudeste do Brasil. Banha o município de Pavão e deságua na margem esquerda do rio Mucuri.